# Dave Harding
David Harding (sinh ngày 14 tháng 8 năm 1946) là một cựu tiền vệ bóng đá. Ông từng thi đấu cho Wrexham từ năm 1965 đến năm 1966, sau đó là South Liverpool tại Northern Premier League, trước khi chuyển đến Úc nơi từng thi đấu cho Pan Hellenic, Western Suburbs, Blacktown City và APIA đến năm 1981. Trong thời gian này, ông giành danh hiệu NSW năm 1974 trước Bristol Rovers.
Harding là một thành viên của đội tuyển Úc tham dự Giải vô địch bóng đá thế giới 1974 diễn ra ở Tây Đức và đại diện thi đấu cho Úc 45 trận từ năm 1974 đến năm 1977, ghi 11 bàn.
Gần đây ông từng thi đấu cho đội non-league Hatfield Lions ở WELAFA Premier league trước khi chuyển đến đội bóng tại Division One London Fields FC, nơi ông tiếp tục thành tích ghi bàn ấn tượng của mình.